# ديد سبيس
ديد سبيس (بالإنجليزية: Dead Space)‏ هي لعبة فيديو رعب البقاء من تطوير فيسرال غيمز ونشر إلكترونيك آرتس صدرت عام 2008 على أجهزة مايكروسوفت ويندوز وبلاي ستيشن 3 وإكس بوكس 360.
استقبلت اللعبة بإشادة من النقاد على نطاق واسع، وباعت أكثر من 2 مليون نسخة. لاحقا ديد سبيس 2 وديد سبيس 3 تم إصدارها في 25 يناير 2011 و5 فبراير 2013 على التوالي. 

## قصة اللعبة
تتمحور اللعبة عن شخصية المهندس إسحاق كلارك والذي يسعى للنجاة من خطر النيكرومورفز وهي جثث بشرية عادت للحياة على متن سفينة إيشيمورا الفضائية. كما في نفس الوقت يحاول العثور عن زوجته نيكول المفقودة على متن السفينة آنذاك وحينما يتعاون هو وأصدقائه للنجاة من النيكرومورفز يجد زوجته لكنها كانت مصيدة من صديقته. (كيندرا دانيالز) حتى تخبره أن زوجته ما هي إلا صورة من مخيلته وأنها ماتت على يد الوحوش المذكورة لينقلب السحر على الساحر لاحقا وتقتل على يد صانع النيكرومورفز (صاحب العلامة) أو (ذا ماركر)
في هذه الأثناء ينتصر اسحاق من (صاحب العلامة) ليشعر بالذنب لاحقاً لفقده زملاؤه وأن هدفه لإنقاذ البشرية وزوجته كان لأجل لا شيء.

## أسلوب
اللعبة من منظور الشخص الثالث حيث يستخدم اللاعب الأسلحة النارية في القضاء على الوحوش العائدة للحياة والكائنات الفضائية الأخرى. يتم وضع وجهة اللاعب في خريطة مصغرة مع إمكانية تتبعها عبر ضوء إرشادي. تتنوع الأسلحة مثل قاذفة اللهب ومدفع الموجة الصدمية و مسدس الپلازما و بعض البندقيات الآلية.

## التطوير

بطل اللعبة في مواجهة الوحوش

أعلنت إلكترونيك آرتس للمرة الأولى عن ديد سبيس في سبتمبر 2007. وقد تم تطوير اللعبة عن طريق استوديو فيسرال غيمز والتي كانت اسمها (إي إيه ريدوود شورز) سابقا في كاليفورنيا ، والذي قام بتطوير عناوين أخرى مثل العراب وسمبسون. رغم أن الإشاعة في 2006 كانت تقول أن هذه اللعبة كان من المفترض أنها تتمة للعبة سيستم شوك.  منتج اللعبة غلين سكوفيلد قال أن الفريق يهدف إلى خلق شيء أكثر ظلمة من عناوينهم السابقة.

## روابط خارجية
- ديد سبيس على موقع IMDb (الإنجليزية)
- ديد سبيس على موقع IMDb (الإنجليزية)